# Ivan Jensen

Tage Ivan Linde Jensen, född 10 oktober 1922 i Köpenhamn, död 26 januari 2009 , var en dansk fotbollsspelare.
Jensen, som spelade back tillhörde klubben Akademisk Boldklub (AB) från Köpenhamn, men blev 1949 proffs i italienska Bologna FC. Med AB blev han dansk mästare 1943, 1945 och 1947. 
Han debuterade i danska landslaget 9 september 1945 mot Norge. 1948 var han med och vann brons i London-OS. I bronsmatchen slog man värdnationen Storbritannien på Wembley Stadium med 5-3. Det blev 25 landskamper (1945-1949) och två mål för Jensen i landslaget. Efter sin sista landskamp den 23 oktober 1949 mot Sverige på Parken i Köpenhamn blev han hyllad och buren i gullstol av sina lagkamrater. Matchen slutade 3-2 till Danmark inför 41 000 åskådare. 
Efter sin proffstid i Italien kom Jensen hem till Danmark och arbetade som lärare, i bland annat latin.